# Wilhelm Michaelsen
Wilhelm Michaelsen, född den 9 oktober 1860 i Hamburg, död den 18 februari 1937 i Hamburg var en tysk zoolog som främst forskade i fåborstmaskar, men även i manteldjur och havsborstmaskar.
Han började med att studera maskinteknik, men gick sedan över till naturvetenskap som doktorand. 1887 började han arbeta på Hamburgs zoologiska museum, först som forskarassistent för att sedan bli chefskurator.
Mot slutet reste han till de södra delarna av Sydamerika, Afrika och Australien för att undersöka  paleografiska fynd om utbredningen av fårborstmaskar under forntiden.
Auktorsnamnet Michaelsen kan användas för Wilhelm Michaelsen i samband med ett vetenskapligt namn inom zoologin; se Wikipedia-artiklar som länkar till auktorsnamnet.